# Мерв (футбольный клуб)
Футбольный клуб «Мерв» (туркм. «Merw» futbol kluby) — туркменский профессиональный футбольный клуб из города Мары. Один из старейших футбольных клубов Туркменистана. «Мерв» 2 раза становился обладателем Кубка Туркменистана и 1 раз выигрывал Суперкубок Туркменистана. Команда с 1992 года беспрерывно выступает в Высшей лиге Туркменистана.

## Прежние названия
- до 1966 — «Локомотив»
- 1967 — «Мургаб»
- 1968—1989 — «Кара‑Кум»
- c 1990 — «Мерв»

## История

### СССР
В 1967—1969 и 1990—1991 клуб играл во второй лиге союзного чемпионата.
Первый раз чемпионом Туркменской ССР «Мерв» стал в 1954 году. В 1967 году команда выступила в первенстве СССР среди коллективов класса «Б» (зона республик Средней Азии). В этих соревнованиях «Мерв» занял 22 место, одержав 7 побед, сыграв 10 раз вничью и проиграв 25 раз. В 1968 году клуб был переименован в «Каракум» и занял 18 место из 22 команд зоны класса «Б». В следующем году он поднялся ещё выше — на 13 строчку из 24. В 1970 году класс «Б» был отменён и команда продолжила выступления только в Чемпионате Туркменской ССР. Через 20 лет «Мерв» был включен в состав 9-й зоны второй лиги первенства СССР и занял 11 место среди 20 клубов. В следующем году он занял 19 место из 26 команд той же зоны.

### Современная история
Первый большой успех «Мерва» после распада СССР — выход в финал Кубка Туркменистана в 1993 году. В финале он проиграл ашхабадскому «Копетдагу» со счетом 0:4. Через год команда стала бронзовым призёром чемпионата Туркменистана и приняла участие в отборочных играх Кубка обладателей кубков азиатских стран сезона-1994/95. Следующие 10 лет не были ознаменованы значительными успехами, но с 2004 года «Мерв» стал одним из сильнейших клубов Туркменистана. В этом году он во второй раз завоевал бронзу чемпионата Туркменистана, а в 2005 году — Кубок Туркменистана. Его соперником в финале Кубка стал ашхабадский «Копетдаг» (1:1, пенальти 3:1). В 2006 году «Мерв» во второй раз вышел на международную арену, приняв участие в Кубке АФК и уступив командам «Демпо СК» (2:2, 1:6) и «Аль-Наср» (0:2, 1:4).
В 2007—2009 годах «Мерв» 3 раза подряд играл в финалах Кубка Туркменистана — в 2007 году уступил «Шагадаму» (0:1), в 2008 году стал обладателем, выиграв у МТТУ (2:1), в 2009 году проиграл «Алтын Асыру» (0:3). В 2009 году «Мерв» в третий раз оказался бронзовым призёром чемпионата Туркменистана. В 2008 году «Мерв» стал обладателем Суперкубка Туркменистана, обыграв чемпиона Туркменистана «Ашхабад». В 2012 году «Мерв» был серебряным призёром чемпионата Туркменистана.

## Достижения

### Туркменская ССР
Чемпионат Туркменской ССР
- Чемпион (6): 1954, 1963, 1970, 1972, 1976, 1977

Кубок Туркменской ССР
- Обладатель (5): 1951, 1972, 1977, 1978, 1979

### Туркменистан
Чемпионат Туркменистана
- Серебряный призёр (1): 2012
- Бронзовый призёр (3): 1994, 2004, 2009

Кубок Туркменистана
- Обладатель (2): 2005, 2008
- Финалист (3): 1993, 2007 2009,

Суперкубок Туркменистана
- Обладатель (1): 2008
- Финалист (1): 2005

## Азиатские кубки
| Сезон   | Турнир                        | Раунд            |                   | Клуб           | Счет | Состав | Голы                                     |
| ------- | ----------------------------- | ---------------- | ----------------- | -------------- | ---- | ------ | ---------------------------------------- |
| 1994-95 | Кубок обладателей кубков Азии | Отборочный раунд | Флаг Кыргызстана  | Алай           | 3-1  |        |                                          |
| 1994-95 | Кубок обладателей кубков Азии | Отборочный раунд | Флаг Таджикистана | Равшан         | 1-0  |        |                                          |
| 1994-95 | Кубок обладателей кубков Азии | Отборочный раунд | Флаг Узбекистана  | Пахтакор       | 0-4  |        |                                          |
| 1994-95 | Кубок обладателей кубков Азии | Отборочный раунд | Флаг Казахстана   | Тараз          | 1-8  |        | Овсянников                               |
| 2006    | Кубок АФК                     | Групповой раунд  | Флаг Индии        | Демпо СК (Гоа) | 2-2  |        | Юзбашьян, 80, 90-пен.                    |
| 2006    | Кубок АФК                     | Групповой раунд  | Флаг Омана        | Аль-Наср       | 1-4  |        | Арслан Курбанов, 60 (? Курбанмухаммедов) |
| 2006    | Кубок АФК                     | Групповой раунд  | Флаг Омана        | Аль-Наср       | 0-2  |        |                                          |
| 2006    | Кубок АФК                     | Групповой раунд  | Флаг Индии        | Демпо СК (Гоа) | 1-6  |        | Курбанмухаммедов, 89                     |

## Известные игроки
- Рахмангулы Байлиев
- Виталий Аликперов
- Муслим Агаев
- Мекан Насыров

## Тренеры
- Мурад Байрамов (2005—2006)
- Мердан Нурсахатов (2006—2008)
- Махтумкули Бегенчев (2008—2010)
- Рахим Курбанмамедов (2011—2012)
- Рахмангулы Байлыев (2015—2018)
- Мекан Насыров (2019)
- Махтумкули Бегенчев (2020—2021)
- Рахим Курбанмамедов (2021—н. в.) [6]